# Champagné (Sarthe)
Champagné és un municipi al departament del Sarthe (regió del País del Loira França). L'any 2007 tenia 3.576 habitants.

## Demografia

### Població
El 2007 la població de fet de Champagné era de 3.576 persones. Hi havia 1.144 famílies de les quals 246 eren unipersonals (89 homes vivint sols i 157 dones vivint soles), 365 parelles sense fills, 448 parelles amb fills i 85 famílies monoparentals amb fills.
La població ha evolucionat segons el següent gràfic:

### Habitatges
El 2007 hi havia 1.266 habitatges, 1.162 eren l'habitatge principal de la família, 32 eren segones residències i 72 estaven desocupats. 1.031 eren cases i 215 eren apartaments. Dels 1.162 habitatges principals, 744 estaven ocupats pels seus propietaris, 400 estaven llogats i ocupats pels llogaters i 19 estaven cedits a títol gratuït; 1 tenia una cambra, 66 en tenien dues, 189 en tenien tres, 338 en tenien quatre i 567 en tenien cinc o més. 832 habitatges disposaven pel capbaix d'una plaça de pàrquing. A 460 habitatges hi havia un automòbil i a 558 n'hi havia dos o més.

### Piràmide de població
La piràmide de població per edats i sexe el 2009 era:
| Homes | Edats   | Dones |
| ----- | ------- | ----- |
| 0     | 95 o +  | 4     |
| 4     | 90 a 94 | 0     |
| 8     | 85 a 89 | 20    |
| 16    | 80 a 84 | 8     |
| 20    | 75 a 79 | 52    |
| 48    | 70 a 74 | 36    |
| 76    | 65 a 69 | 56    |
| 48    | 60 a 64 | 64    |
| 88    | 55 a 59 | 84    |
| 108   | 50 a 54 | 100   |
| 136   | 45 a 49 | 124   |
| 108   | 40 a 44 | 108   |
| 84    | 35 a 39 | 104   |
| 128   | 30 a 34 | 100   |
| 168   | 25 a 29 | 84    |
| 277   | 20 a 24 | 124   |
| 160   | 15 a 19 | 108   |
| 108   | 10 a 14 | 104   |
| 112   | 5 a 9   | 120   |
| 104   | 0 a 4   | 76    |

## Economia
El 2007 la població en edat de treballar era de 2.507 persones, 1.998 eren actives i 509 eren inactives. De les 1.998 persones actives 1.822 estaven ocupades (1.184 homes i 638 dones) i 176 estaven aturades (69 homes i 107 dones). De les 509 persones inactives 166 estaven jubilades, 168 estaven estudiant i 175 estaven classificades com a «altres inactius».

### Ingressos
El 2009 a Champagné hi havia 1.229 unitats fiscals que integraven 3.347,5 persones, la mediana anual d'ingressos fiscals per persona era de 17.055 €.

### Activitats econòmiques
Dels 170 establiments que hi havia el 2007, 5 eren d'empreses extractives, 5 d'empreses alimentàries, 4 d'empreses de fabricació de material elèctric, 12 d'empreses de fabricació d'altres productes industrials, 27 d'empreses de construcció, 29 d'empreses de comerç i reparació d'automòbils, 20 d'empreses de transport, 14 d'empreses d'hostatgeria i restauració, 11 d'empreses financeres, 5 d'empreses immobiliàries, 16 d'empreses de serveis, 11 d'entitats de l'administració pública i 11 d'empreses classificades com a «altres activitats de serveis».
Dels 46 establiments de servei als particulars que hi havia el 2009, 2 eren oficines de correu, 3 oficines bancàries, 5 tallers de reparació d'automòbils i de material agrícola, 1 autoescola, 2 paletes, 3 guixaires pintors, 5 fusteries, 4 lampisteries, 4 electricistes, 5 perruqueries, 8 restaurants, 1 tintoreria i 3 salons de bellesa.
Dels 9 establiments comercials que hi havia el 2009, 1 era un hipermercat, 1 un supermercat, 1 una botiga de més de 120 m², 2 fleques, 1 una carnisseria, 1 una botiga de roba, 1 una sabateria i 1 una floristeria.
L'any 2000 a Champagné hi havia 8 explotacions agrícoles que ocupaven un total de 152 hectàrees.

## Equipaments sanitaris i escolars
L'únic equipament sanitari que hi havia el 2009 era una farmàcia.
El 2009 hi havia 1 escola maternal i 2 escoles elementals. Champagné disposava d'un col·legi d'educació secundària amb 383 alumnes.

## Poblacions properes
El següent diagrama mostra les poblacions més properes.